# 金子修介
金子 修介（かねこ しゅうすけ、1955年〈昭和30年〉6月8日 - ）は、日本の映画監督。

## 略歴
東京都渋谷区初台出身。東京都立三鷹高等学校、東京学芸大学教育学部卒業。大学卒業時には小学校教員・国語科の教員免許を取得している。
渋谷区立幡代小学校での同級生に劇作家の野田秀樹、東京学芸大学の映像芸術研究会（映研）での直接の先輩部員に映画監督の押井守がいる。映研では自主映画の制作ニュースを載せる新聞を発行して製作資金を集め、コメディ映画を撮影した。
大学を卒業した後、1978年（昭和53年）に映画会社日活へ入社。日活ロマンポルノの助監督を務めていた1981年（昭和56年）に、 押井の手がけていたテレビアニメ版『うる星やつら』第3話の脚本で商業デビュー。
その後、脚本の書ける助監督として何本かのロマンポルノで助監督兼任または単独で脚本を執筆したのち、1984年（昭和59年）2月に日活ロマンポルノ『宇能鴻一郎の濡れて打つ』で商業監督デビューした。同年6月に、にっかつ撮影所の契約社員となり、1985年（昭和60年）にニュー・センチュリー・プロデューサーズへ移籍。1987年（昭和62年）、ヤクザコメディ『恐怖のヤッちゃん』をヤクザ映画の総本山、東映京都撮影所で撮るという難しい企画で初の他社撮影所進出に成功（しかも同撮影所はロマンポルノの先輩、田中登と神代辰巳がともに苦杯をなめた因縁の地であった）。以降、松竹、東宝と大手撮影所で作品を製作し、現在はフリーランスの立場で映画製作を手がけている。
なお、自主映画出身でロマンポルノ『ピンクカット 太く愛して深く愛して』にゲスト監督として招聘された森田芳光に対しては、同作品および引き続いて日活撮影所協力で製作されたATG映画『家族ゲーム』、さらには自らの監督昇進後に作られた角川映画『メイン・テーマ』でも助監督として補佐した。ロマンポルノでは、青春ものを得意とする小原宏裕らの現場に多くついている。
1996年、『ガメラ 大怪獣空中決戦』で第38回ブルーリボン賞監督賞および映画芸術誌邦画ベスト10で第1位、『ガメラ2 レギオン襲来』で第17回日本SF大賞および第27回星雲賞メディア部門を受賞。
1997年、『ガメラ2 レギオン襲来』で2年連続で第28回星雲賞メディア部門を受賞した。
2022年、『信虎』がマドリード国際映画祭2022で「外国語映画部門 最優秀監督」を受賞。

## 人物
両親は日本共産党の党員で、雑誌『今日のソ連邦』を購読していた。父の金子徳好は、「アメリカはベトナムから手を引け」などの反戦ゼッケンを8年もの間、胸に付けて通勤し続けた。母の金子静枝は切絵作家、弟の金子二郎は脚本家である。脚本家の金子鈴幸は息子、映画監督の金子由里奈は娘。
小学生のころから石森章太郎の『マンガ家入門』を手本にマンガを描き始め、中学3年生のときには 『COM』にも投稿。高校に入学した1971年より8ミリ映画による自主映画の製作を始め、映画青年となる。
小学生のころは自作の怪獣事典を作るほどの怪獣少年であった。小学校時代の学芸会では、同級生であった野田秀樹とダンボールなどで作った怪獣を演じたという。小学1年生の時に観た『キングコング対ゴジラ』では、ゴジラが引き分けることに納得がいかず、ゴジラが勝つ漫画を自作した。
映画を撮り始めたころには怪獣のことは忘れて『仁義なき戦い』に傾倒しており、自身も社会問題を題材にすることを目指していたが、デビュー後に世界に通用するエンターテイメントは何か考えたところ、ハリウッドに対抗できる題材は怪獣映画だと思い至った。自身のデビュー当時は怪獣映画をやりたいと言っても笑い話にしかならなかったが、後年にハリウッドでモンスター・ヴァースが制作された際には、当時の考えは間違いではなかったと思えるようになったという。
幼少期、最初に鑑賞した映画『モスラ』は、両親とともに観た幸福な体験として記憶されているという。後年、『ゴジラvsモスラ』の制作発表当時の特報に監督名が記載されていなかったことから、東宝プロデューサーの富山省吾へ監督への起用を要望する年賀状を送っていた。これは実現に至らなかったが、地上のゴジラを空中からモスラが攻撃するとの構想は、後に手がけた『ガメラ 大怪獣空中決戦』でのガメラとギャオスの戦いに継承された。また、『ガメラ』への起用時には、『vsモスラ』の件を知っていた大映プロデューサーの鈴木良紀から「ゴジラの仇をガメラで討ちましょう」と言われたという。その後、『ゴジラ・モスラ・キングギドラ 大怪獣総攻撃』でモスラを登場させているが、当初の企画におけるバランの代わりであったため、モスラを爆散させたことや小美人を出せなかったことなどが心残りであったと述べている。なお、ゴジラシリーズの中で好きな怪獣としてメカキングギドラを挙げている。

## 作風および評価など
映画スタッフ編成では、いわゆる「○○組」といった形ではなく、作品ごとにチームを組むスタイルのため、固定スタッフは多くないが、編集の冨田功とは14作品、撮影監督の高間賢治とは10作品以上で、作曲家の大谷幸とも8作品で組んでいる。
少女アイドル好きで知られ、アイドル映画で起用されることも多いが、自身の企画においても若手女優のキャスティングに偏重している。
ロマンポルノ時代には山本奈津子・イヴ・水島裕子・かとうみゆき、一般映画では深津絵里・小沢なつき・中山美穂・宮沢りえ・斉藤由貴・織田裕二・佐伯日菜子、最近作でも優香・上戸彩・藤原竜也らを起用しており、その演出手腕にも定評がある。
オタク歴を公言している世代としては映画監督デビュー第1号である。ロマンポルノという分野においてアニメパロディを織り込んで注目を集め、その後も『ゴジラvsモスラ』の監督立候補など、怪獣映画を作ることに関心を寄せ、『ウルトラQ』映画化の頓挫を経験した後、『ガメラ 大怪獣空中決戦』の成功で怪獣映画というジャンルに新風を吹き込んだ。自らの嗜好と趣味を絶え間なくアピールし続けることにより、撮りたい映画を撮れる環境を作り上げていった努力の軌跡である。
怪獣映画の2大シリーズであるゴジラとガメラを両方とも撮った経験を持つ、最初の監督でもある。さらに、テレビドラマにおいては『ウルトラマンマックス』も演出しており、その劇中でソフトビニール人形を使った子供の遊びとして「ゴジラ対ガメラ」を意図的に構成してみせた。このシーンは金子が直接東宝プロデューサーの富山省吾や角川映画に許可を得ており、権利関係から再放送やソフト化の際にはカットされている。
物語を観客に信じさせるための強固な理屈作りを重視しており、原作ものでも原作にない設定を加えている。怪獣映画では、観客は2体以上の怪獣を観たいと分析しているが、2体以上では理屈付けが難しく、ガメラやゴジラでは対戦相手に古代からの因縁を設けている。
『ガメラ』の撮影では、自衛隊の全面協力を受けたことが『朝日新聞』と『読売新聞』に興味本位で取り上げられ、『しんぶん赤旗』同紙日曜版には自衛隊を賛美するものと同作の完成前から批判する読者投稿が掲載された。しかし、自身は「日本の自衛のためには憲法九条の二項の戦力の保持は改正して軍隊として認めるべきだが、集団的自衛権を否定して軍事同盟も破棄すべき」とする持論を挙げており、自衛隊のメディア戦略なども理解している。そして、映画の完成前から批判意見を載せた『しんぶん赤旗』に反論する自らの意見を掲載させている。ただし、『ガメラ』の監督作品全3作とも戦闘機が撃墜されるシーンが自衛隊から協力をもらうために不採用となった件に関しては、後年の『ゴジラ・モスラ・キングギドラ 大怪獣総攻撃』（以下『GMK』）で実在しない防衛軍を設定し、その戦闘機が住宅地へ墜落して火災が発生するシーンを映像化してみせた。同作品については、日米安全保障条約が締結されておらず戦争放棄のために兵器の所有を認めている世界観であるとしている。
ガメラシリーズのころから自身でも特撮の演出も手掛けたいと希望し、『GMK』では自身で造型の打ち合わせや絵コンテの制作を行った後に特殊技術の神谷誠へ委ねるというスタイルをとった。金子は、自身で怪獣に芝居をつけたいという想いもあったが、実際の現場を見て自身では細かい芝居をつけることはできなかっただろうと感じ、神谷を信頼して正解であったと述べている。
脚本家の長谷川圭一は、かつて金子組で装飾スタッフを務めており、執筆した脚本を金子に読んでもらってアドバイスを受けるなどを経て、デビューに至った。そのつながりから金子は、『GMK』で長谷川を脚本家として起用している。

### 俳優との関係
津川雅彦には、CMを演出した縁から可愛がってもらったといい、金子作品には短いシーンでも出演することが多い。津川は、金子について義理人情に厚く、笑顔が可愛いので惚れてしまったと語っていた。
『GMK』で主演を務めた新山千春は、金子について「独特な雰囲気の方」と評しており、新山の役作りが金子の考えと違うものであっても頭ごなしに否定はせず、指示もわかりやすく伸び伸びと演技できたと語っている。同作品に出演した小林正寛も金子からいろいろなことを教えてもらい愛情を感じたと述べ、葛山信吾は「非常にマイペースな方」と述懐している。
1993年の作品『卒業旅行 ニホンから来ました』の撮影時、主演の織田裕二との間でトラブルが発生し、その顛末を公開直後の『シナリオ』誌に寄稿した。また、『卒業旅行』の撮影に関しては『ガメラ監督日記』の中で「本が3冊書けるぐらい」の経験をした、と綴っている。

## 作品

### 映画
- 宇能鴻一郎の濡れて打つ（1984年） - 劇場公開初監督作品
- OL百合族19歳（1984年）
- イヴちゃんの姫（1984年）
- みんなあげちゃう（1985年） - 初の一般向け（成人映画ではない）作品
- いたずらロリータ 後ろからバージン（1986年）
- 恐怖のヤッちゃん（1987年）
- 山田村ワルツ（1988年）
- 1999年の夏休み（1988年）
- ラスト・キャバレー（1988年）
- どっちにするの。（1989年）
- 香港パラダイス（1990年）
- 就職戦線異状なし（1991年）
- 咬みつきたい（1991年）
- ネクロノミカン「ザ・コールド」（1993年）
- 卒業旅行 ニホンから来ました（1993年）
- 毎日が夏休み（1994年）
- ガメラ 大怪獣空中決戦（1995年）
- ガメラ2 レギオン襲来（1996年）
- 学校の怪談3（1997年）
- F (エフ)（1998年）
- ガメラ3 邪神〈イリス〉覚醒（1999年）
- クロスファイア（2000年）
- ゴジラ・モスラ・キングギドラ 大怪獣総攻撃（2001年）[6]
- 恋に唄えば♪（2002年）
- あずみ2 Death or Love（2005年）
- デスノート（2006年）
- 神の左手 悪魔の右手（2006年）
- デスノート the Last name（2006年）
- プライド（2009年）
- ばかもの（2010年）
- ポールダンシングボーイ☆ず（2011年）
- メサイヤ（2011年）
- 青いソラ白い雲（2012年）
- 百年の時計（2012年）
- 生贄のジレンマ （上・中・下）（2013年）
- ジェリー・フィッシュ（2013年）
- 少女は異世界で戦った（2014年）
- スキャナー 記憶のカケラをよむ男（2016年）
- リンキング・ラブ（2017年）
- こいのわ 婚活クルージング（2017年）
- 信虎（2021年） - 共同監督宮下玄覇
- 百合の雨音（2022年）
- ゴールド・ボーイ（2024年）

### テレビアニメ
- うる星やつら（1981年 - 1982年）
- おちゃめ神物語コロコロポロン（1982年）
- 銀河旋風ブライガー（1982年）
- 魔法の天使クリィミーマミ（1983年 - 1984年）

### テレビドラマ
- ザ・サムライ（月曜ドラマランド）（1986年、フジテレビ）
- マイ・フェア・レディース　お嬢さまを探せ！（1986年12月30日放送、脚本:那須真知子、フジテレビ）
- スカイハイ2 第1話・第2話（2004年1月、テレビ朝日）
- ウルトラシリーズ
  - ウルトラQ dark fantasy（2004年、テレビ東京）
  - ウルトラマンマックス（2005年、TBS）
- ホーリーランド（2005年、テレビ東京）
- 結婚詐欺師（2007年11月18日、WOWOW）
- ヒットメーカー 阿久悠物語（2008年8月1日、日本テレビ）
- ケータイ捜査官7（2008年、テレビ東京）
- 危険なカンケイ（2013年、BeeTV）
- おそろし〜三島屋変調百物語（2014年8月30日 - 9月27日、NHK BSプレミアム）
- このミステリーがすごい! ベストセラー作家からの挑戦状「残されたセンリツ」（2014年12月29日、TBS）

### オリジナルビデオ
- 希望の党☆（2005年、総務省・（財）明るい選挙推進協会）

### オリジナルDVD
- ウルトラQ怪獣伝説 万城目淳の告白（2005年）
- ウルトラマン怪獣伝説 40年目の真実（2005年）

### 演劇
- 偽伝、樋口一葉（2006年、アロッタファジャイナ） - 監修

### PV
- TOKIO「青春 SEISYuN」（2007年）
- AKB48「ハート・エレキ」（2013年）

## 出演

### 映画（出演）
- ピンクカット 太く愛して深く愛して（1983年） - お色気理容室の客
- 家族ゲーム （1983年） - クボタ書店の店員
- メイン・テーマ（1984年） - 宴会場のボーイ
- Ike Boys イケボーイズ（2024年公開予定）[38]

### テレビ
- ウルトラQ dark fantasy 第9話「午前2時の誘惑」（2004年） - 勧誘の男

### DVD
- ウルトラセブン VOL.8特典映像「ウルトラアペンディックス」（1999年）
- ゴジラ・モスラ・キングギドラ 大怪獣総攻撃 音声特典「オーディオコメンタリー」（2002年）※主演の新山千春、助監督の村上秀晃と出演

### ラジオ
- バックトゥー・ショーワヘーセー（2019年10月 - 2020年3月、八王子エフエム）※中村由利子と共演

## 著作
ムック
- ガメラ監督日記（小学館、1998年）ISBN 9784093872423
- 失われた歌謡曲（同上、1999年）ISBN 9784093851374

小説
- 夏休みなんかいらない（ムーブ、GEN-SAKU!文庫、2011年）電子書籍